# 傑夫·法赫
傑夫·法赫（英語：Jeffrey David "Jeff" Fahey，1952年11月29日—）是美國的一位演員。他在ABC電視劇迷失中飾演Frank Lapidus角色。

## 外部連結
- 傑夫·法赫在互联网电影资料库（IMDb）上的資料（英文）
- 在AllMovie上傑夫·法赫的頁面（英文）
- Thespian net （页面存档备份，存于）